# Philodendron elegans
Philodendron elegans är en kallaväxtart som beskrevs av Kurt Krause. Philodendron elegans ingår i släktet Philodendron och familjen kallaväxter.
Artens utbredningsområde är Colombia. Inga underarter finns listade.